# Dubrava (Czarnogóra)
Dubrava (cyr. Дубрава) – wieś w Czarnogórze, w gminie Pljevlja. W 2011 roku liczyła 39 mieszkańców.